# Европа (станция метро)
«Эуропа» (исп. Europa) — станция линии 1 метрополитена Севильи, являющаяся одной из четырёх станций в городе и муниципалитете Дос-Эрманас. Она расположена на пересечении проспекта Монтекинто с проспектом Эуропа.
Станция включает в себя вестибюль и центральную железнодорожную платформу.
Станция «Эуропа» оборудована лифтом для инвалидов, эскалаторами, автоматами для продажи билетов, системой экстренной эвакуации и системой безопасности. На станции установлены платформенные раздвижные двери.
Инфраструктура станции имеет типовое пространственное размещение, аналогичное трём другим станциям метро, находящимся в окрестностях Монтекинто.
Станция «Эуропа» была открыта 23 ноября 2009 года в 13:00 часов после двухмесячной тестовой эксплуатации, проходившей от станции «Монтекинто» до станции «Оливар де Кинтос».

## Другие станции
- Остановка междугороднего автобуса